# Oued Cheham
Oued Cheham est une commune de la wilaya Guelma en Algérie.

## Histoire
La commune s'appelait Villars durant la période de l'Algérie française. Après l'indépendance elle a été nommée Oued Cheham, nom signifiant en arabe « la vallée de l'engraissement » en raison de conditions climatiques locales permettant l'élevage de bovins et ovins durant les périodes arides.